# Lycaena eberti
Lycaena eberti är en fjärilsart som beskrevs av Forster 1972. Lycaena eberti ingår i släktet Lycaena och familjen juvelvingar. Inga underarter finns listade i Catalogue of Life.